# 시마자키 하루카
시마자키 하루카(일본어: 島崎 遥香, 1994년 3월 30일 ~ )는 일본의 아이돌 그룹 AKB48 팀A의 전 멤버이자 영화배우, 유튜버이다.

## 개요
- 2016년 12월 31일 AKB48 팀A 활동 종료.

- 활동 당시 영화배우로도 활동을 시작했었지만 공포영화 헌티드 캠퍼스를 끝으로 2017년 이후로는 영화활동이 없다. 2018년이 되기전까지 드라마활동을 하였다. SNS를 보면 잘 지내고 있다는걸 알 수 있다. AbemaTV 같은 일본 인터넷방송에도 종종 출연하고 일본 라디오 방송, 토크 방송에서도 출연한다.

- 2011년 한국에 해병대 컨텐츠를 찍으러왔었다. 멤버는 시마자키 하루카, 야마우치 스즈란, 노나카 미사토, 스즈키 마리야, 스즈키 시호리, 나카츠카 토모미였다. 체력, 멘탈 저질을 제대로 보여주었다. 헬기 레펠 훈련할때도 낙하하면서 무표정을 보여주었다. 완수하고나서 엉엉 울었다. 훈련이 끝나고 식사를 할때면 밝아지는 모습을 보여주었다. 불고기를 맛있게 먹었다. 콩나물국도 국수먹듯이 후루룩 먹었다. 교관을 미워하는듯 했지만 마지막에 헤어질때 멤버중에 제일 많이 울었다. 일본으로 돌아가서 인터뷰에서 "해병대에서 '해'자만 들어도 무서워요." 하면서 기겁을 하기도 하였다.

- 한국을 좋아한다.

## 출연

### 영화
- 극장령 - 사라 미즈키(水樹沙羅) 역
- 《극장판 사립 바카레아 고교》- 真行寺文恵 역
- 극장판 아타루 - 퍼스트 러브 & 라스트 킬 - 미즈노 루미(水野流美) 역
- 극장판 요괴워치: 탄생의 비밀이다냥! - 유킷페(ユキッペ) 역 (게스트 성우로 출연)
- 니세코이: 거짓 사랑(2018) - 타치바나 마리카 역
- 헌티드 캠퍼스 - 나다 코요미 역
- 유토리입니다만 무슨 문제 있습니까 인터내셔널 - 사카마 유토리 역

### 드라마
- 경시청 나시고랭과 (TV 아사히)
- 유토리입니다만, 무슨 문제 있습니까 (NTV)
- AKB 러브 나이트 사랑공장 (TV 아사히)